# Niederrheinische Bucht

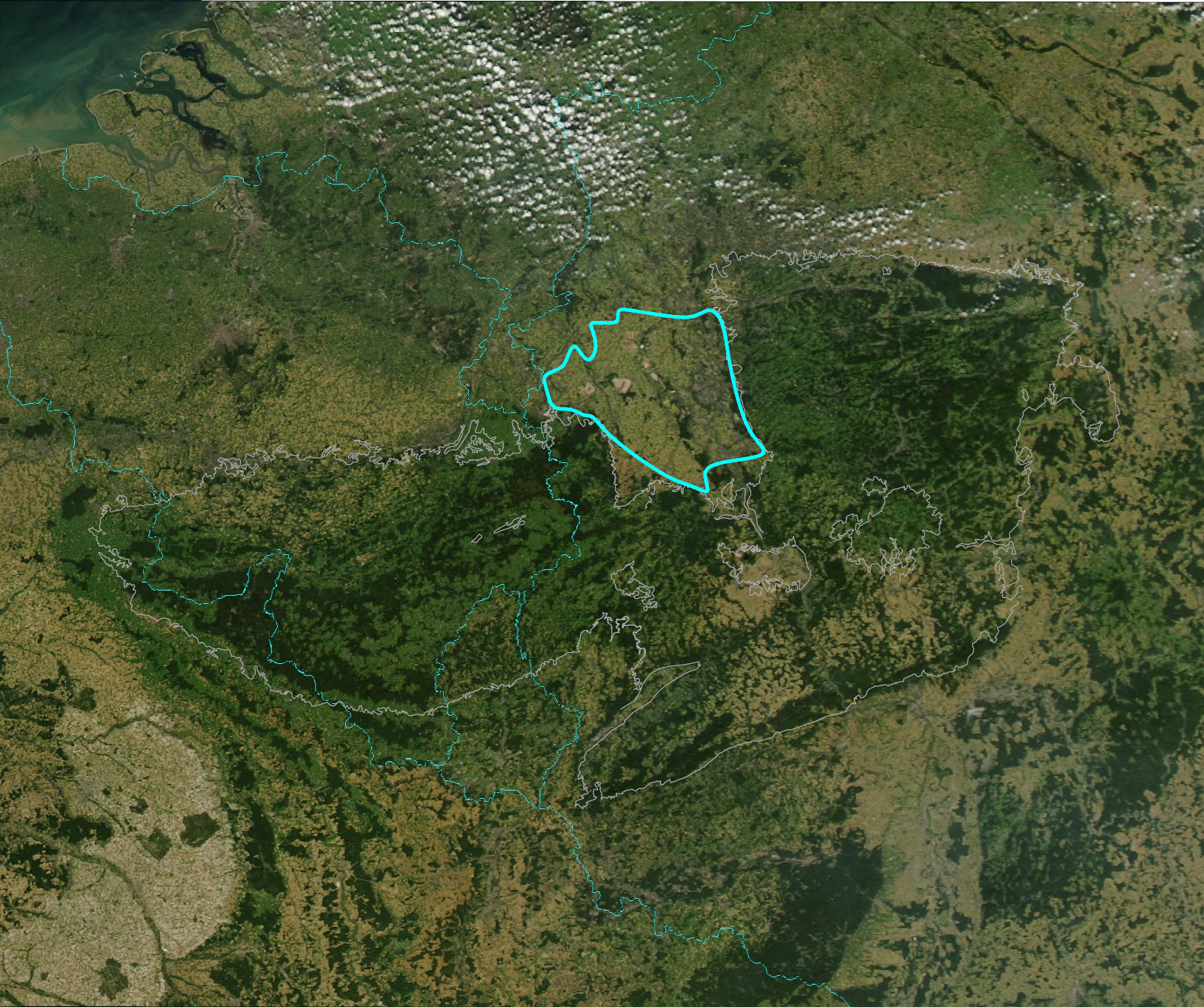
Die Niederrheinische Bucht im Satellitenbild

Die Niederrheinische Bucht (seltener auch Niederrheinische Tieflandsbucht) ist eine von Norden in das Rheinische Schiefergebirge hineinreichende Tieflandsbucht in Nordrhein-Westfalen. Naturräumlich stellt sie eine Haupteinheitengruppe dar, die sich nach Westen und, deutlich schmaler, nach Osten um die zentrale Ebene der Kölner Bucht bei Köln legt. Dabei wird der Begriff Kölner Bucht gelegentlich auch synonym für die gesamte Großlandschaft benutzt.
Die Niederrheinische Bucht umfasst eine Fläche von 3584,4 km². Sie ist der am weitesten nach Süden reichende Teil des Norddeutschen Tieflands.

## Geographie

### Lage und Grenzen
Die Niederrheinische Bucht grenzt im Nordosten an das Niederbergisch-Märkische Hügelland und im Osten an die Bergischen Hochflächen, die westliche Abdachung des Süderberglandes im historischen Bergischen Land, sowie im Südosten an das Mittelsieg-Bergland. Im Süden schließt sich das Untere Mittelrheingebiet mit Pleiser Hügelland, Siebengebirge und Unterem Mittelrheintal an, im Westen jenseits des Wurmtals die Limburger Börde als Teil der südniederländischen und mittelbelgischen Börden und im Südwesten die Eifel (Osteifel, Westeifel und Vennvorland).
Nach Nordwesten bildet die Lößgrenze eine Abgrenzung zum Niederrheinischen Tiefland, sodass die naturräumliche Bucht im Bereich der Jülicher Börde und der Köln-Bonner Rheinebene weiter gefasst ist als die in enger Auslegung durch die Verbindungslinie zwischen der Nordostecke des Vennvorlands und der Nordwestecke des Süderberglands abgegrenzte eigentliche Bucht.
Die Oberfläche der Landschaft ist flach oder weitspannig gewellt und durch überwiegend südost–nordwestwärts gestreckte tektonisch vorgegebene Höhenrücken und Täler gegliedert. Prägend ist auch die durch die vorherrschenden Westwinde aus dem Maas-Schotter herangetragene Löß-Bedeckung der westlich des Rheins gelegenen Landschaften und die mit den grobkörnigeren Sanden bedeckten ostwärts des Flusses gelegenen Heiden.

### Naturräumliche Gliederung
Naturräumlich gliedert sich die Niederrheinische Bucht wie folgt in Haupteinheiten (dreistellig) und Untereinheiten (Nachkommastellen):
- (zum Norddeutschen Tiefland)

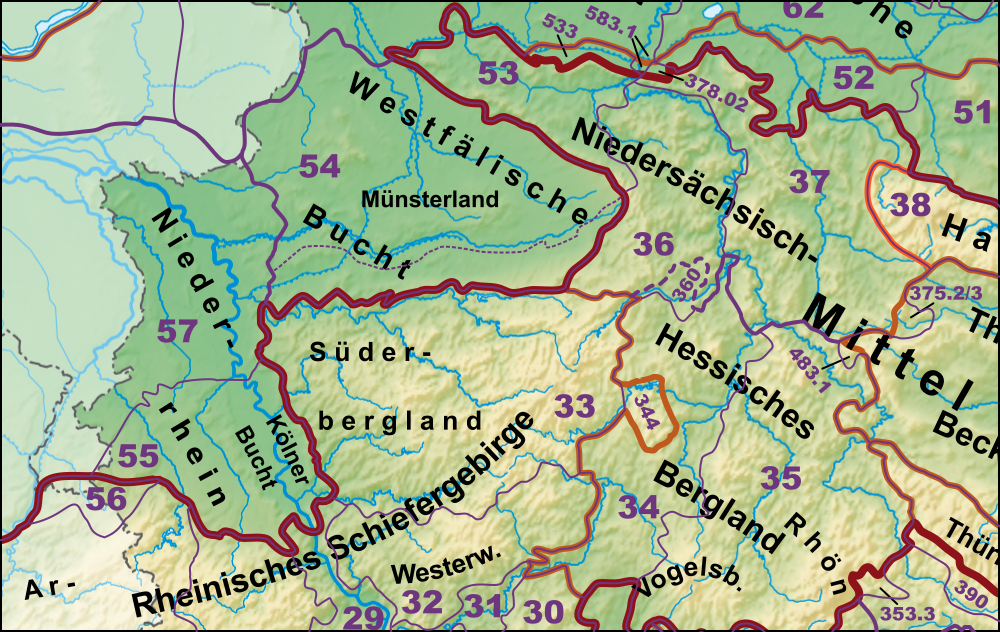
Die Niederrheinische Bucht (55) mit der Kölner Bucht (551) im (östlichen) Zentrum

  - 55  Niederrheinische Bucht (3584,4 km²)
    - 550 Bergische Heideterrasse (Bergische Sandterrassen, Schlebusch-Wahner Heide[6]; laut Handbuch der naturräumlichen Gliederung Deutschlands 190,3 km², nach den Einzelblättern Düsseldorf und Köln jedoch rund 307 km²[7])
      - 550.0 Wahner Heide (ca. 177 km², davon etwa 47 km² südwestlich der A 3 und nordwestlich der Agger[7])
        - 550.00 Lohmarer Heide
        - 550.01 Unteraggertal
        - 550.02 Untersülztal
        - 550.03 Paffrath-Altenrather Heideterrasse
          - 550.030 Altenrather Heideterrasse
          - 550.031 Paffrather Kalkterrasse
          - 550.032 Schildgener Terrasse

        - 550.04 Wahner Heideterrasse
        - 550.05 Unteres Dhünntal

      - 550.1 Hilden-Lintorfer Sandterrassen  (ca. 130 km²[7])
        - 550.10 Bürriger Heide
        - 550.11 Wuppertalmündung
        - 550.12 Hildener Mittelterrassen
        - 550.13 Düsseltalmündung
        - 550.14 Gerresheimer Bucht
        - 550.15 Aaper Steilhang
        - 550.16 Lintorfer Sandterrassen

    - 551 Kölner Bucht im engeren Sinne (Köln-Bonner Rheinebene und linksrheinische Mittelterrassenplatten; 1167,1 km²)
      - 551.0 Siegburger Bucht
        - 551.00 Menden-Hangelarer Terrassen
        - 551.01 Sieg-Agger-Niederung

      - 551.1 Rechtsrheinische Niederterrassenebene (Rechtsrheinische Niederterrasse[5])
        - 551.10 Mülheimer Rheinebene (Mülheimer-Porzer Niederterrasse[5])
        - 551.11 Benrather Rheinebene
        - 551.12 Hildener Sandniederterrasse[8]

      - 551.2 Rheinaue
        - 551.20 Köln-Bonner Rheinaue
        - 551.21 Dormagener Rheinaue

      - 551.3 Linksrheinische Niederterrassenebene (Linksrheinische Niederterrasse)[5]
        - 551.30 Südliche Kölner Rheinebene (Köln-Bonner Niederterrasse[5])
        - 551.31 Nördliche Kölner Rheinebene
        - 551.32 Mühlen- und Knechtstedener Busch

      - 551.4 Linksrheinische Mittelterrassenplatten (Linksrheinische Lößterrassenplatten[5])
        - 551.40 Brühler Lößplatte
        - 551.41 Brauweiler Lößplatte
        - 551.42 Rommerskirchener Lößplatte
        - 551.43 Allrath-Neukirchener Lehmplatte

      - 551.5 Godesberger Rheintaltrichter

    - 552 Ville (262,3 km²)
      - 552.0 Neurather Lößhöhen
      - 552.1 Villehöhe
        - 552.10 Braunkohlen-Ville
        - 552.11 Wald-Ville

      - 552.2 Villehang (Vorgebirge)

    - 553 Zülpicher Börde (882,9 km²)
      - 553.0 Rheinbacher Lößplatte
        - 553.00 Escher Lößplatte
        - 553.01 Swistbucht

      - 553.1 Zülpicher Eifelvorland
      - 553.2 Oberes Mittelerfttal
      - 553.3 Erper Lößplatte
      - 553.4 Dürener Rurniederung
      - 553.5 Echtzer Lößplatte
      - 553.6 Stockheimer Wald

    - 554 Jülicher Börde (1081,8 km²)
      - 554.0 Die Bürge
      - 554.1 Erfttal (Unteres Mittelerfttal und Erftmündungstal[5])
        - 554.10 Bergheimer Erfttal (Unteres Mittelerfttal)
        - 554.11 Erftbruch (Unteres Erfttal)
        - 554.12 Erftmündungstal

      - 554.2 Östliche Jülicher Börde
        - 554.20 Rödinger Lößplatte
        - 554.21 Jackerather Lößschwelle
        - 554.22 Bedburdycker Lößplatte
        - 554.23 Erkelenzer Lößplatte
        - 554.24 Baaler Riedelland

      - 554.3 Rur-Inde-Tal[5] (Mittleres Rurtal)
        - 554.30 Jülich-Linnicher Rurniederung (Unteres Mittelrurtal)
        - 554.31 Unteres Indetal

      - 554.4 Westliche Jülicher Börde
        - 554.40 Aldenhovener Lößplatte (Aldenhofener Platte)[5]
        - 554.41 Herzogenrather Lößgebiet

Emil Meynen, Heinrich Müller-Miny und Martin Bürgener schlugen vor, die Niederrheinische Bucht mit der Mittelrheinischen Bucht des Unteren Mittelrheingebiets – ihrer südöstlichen Fortsetzung im Niveau ihres Oberbodens (der Ville) bis zur Andernacher Pforte – zu einer Rheinischen Bucht zusammenzufassen, wobei ihre unterschiedliche großregionale Zuordnung zum Norddeutschen Tiefland einerseits und zum Rheinischen Schiefergebirge andererseits unberührt bliebe. Müller-Miny und Bürgener bezogen auch randliche Teile des Süderberglands („Bergische Randplatten“) und das Wollersheimer Stufenländchen, eine Untereinheit der Osteifel, in das obere Stockwerk der zweistöckigen Rheinischen Bucht ein.

„Eine ins Gebirge eindringende Tieflandsbucht wird als der Tieflandsregion naturräumlich zugehörig zu umgrenzen sein, soweit in ihr echtes Tieflandsgefüge vorhanden ist, bei der Kölner oder Rheinischen Bucht z. B. bis in die Gegend von Bonn und Rheinbach. (…) Wenn man die Buchtform als Hauptmerkmal ansieht, bilden die Mittelrheinische und die Niederrheinische Bucht jedoch eine naturräumliche Einheit. Wenn man allerdings das Tief- und Berglandsgefüge zum Kriterium macht, gehören beide verschiedenen naturräumlichen Bereichen an.“

### Namensgebung und großregionale Zuordnung
Die Benennung der Bucht als Niederrheinisch, die bereits 1887 Albrecht Penck vornahm, und darüber hinaus die Frage ihrer großregionalen Zusammengehörigkeit mit dem Niederrheinischen Tiefland ist – ungeachtet der hydrographisch eindeutigeren Abgrenzung der Flussabschnitte Mittel- und Niederrhein – strittig. Karlheinz Paffen, der auch den Namen Niederrheinische Bucht verwandte, fasste diese 1953 und erneut 1958 mit dem „eigentlichen“ Tiefland zur naturräumlichen Großlandschaftsgruppe Niederrheinlande zusammen. Kurt Kayser lehnte 1959 in der von ihm präferierten gesamtlandschaftlichen Betrachtungsweise, bei der neben den naturräumlichen den kulturgeographischen Faktoren eine mindestens ebenso große Bedeutung zukommt, diese Zuordnung und Namensgebung ab. Er sprach sich für die in der älteren Literatur, so bereits 1854 durch Bernhard von Cotta, oftmals für die gesamte Bucht verwandte und erst später auf die Köln-Bonner Rheinebene eingeengte  Bezeichnung Kölner Bucht oder Rheinische Bucht aus und stellte einen breiten natur- und kulturlandschaftlichen Grenzsaum zwischen Niederrheinischem und Norddeutschem Tiefland einerseits sowie Kölner Bucht und Mittelrheinlanden andererseits fest. Die Bucht ordnete er den Lößbörden als Nordsaum der deutschen Mittelgebirgsschwelle zu, die naturräumlich hingegen als Südsaum zum Norddeutschen Tiefland gerechnet werden. Heinrich Müller-Miny befürwortete 1961 die Bezeichnung Kölner oder Rheinische Bucht, allerdings nur für die eigentliche Bucht (s. o.), während bei Einbeziehung der über diese hinausreichenden gesamten Jülicher Börde eher der Name Rheinische Börde vorzuziehen sei.

### Klima
Klimatisch ist die Niederrheinische Bucht ein mitteleuropäischer Gunstraum. Sie hat eine Vegetationsperiode von 230 bis 250 Tagen, der durchschnittliche Jahresniederschlag beträgt 550 bis 600 mm im Windschatten der Eifel, sonst etwa 800 mm.

## Geologie
In der Niederrheinischen Bucht wurden im Tertiär und Quartär bis zu 1.500 m Sedimente teils im flachen Meer, teils an Land abgelagert. Aus großen Küstensumpfmooren bildeten sich die großen Braunkohle-Lager, deren Abbau ein bedeutender Wirtschaftsfaktor im Rheinland ist.
Die geologische Struktur wird durch Verwerfungen überwiegend südost–nordwestwärts (herzynisch) streichend bestimmt, durch die der Untergrund seit etwa 30 Ma (Millionen Jahren) einer Absenkung unterliegt (Niederrheingraben). Gegen das östlich gelegene Bergische Land und die Eifel wird die Niederrheinische Bucht im Südwesten durch Bruchlinien begrenzt. Nach Norden ist die Niederrheinische Bucht geologisch nicht deutlich gegen das Niederrheinische Tiefland abgrenzbar, im Süden überlappt die Füllung der Niederrheinischen Bucht die paläozoischen Gesteine des Rheinischen Schiefergebirges.
Die Grabenstruktur ist durch Verwerfungen in ihrem Innern in einzelne Bruchschollen zerlegt. Der geologische Halbhorst der Ville trennt die Kölner Bucht von der westlich gelegenen Erft-Scholle; im Norden sind die Krefelder, Venloer und Rur-Scholle ebenfalls durch große Bruchlinien voneinander abgegrenzt.

## Wirtschaft
Die Lößdecken erlauben eine intensive Landwirtschaft in den Börden. Das im Lee der Ville gelegene Vorgebirge hat eine besonders dicke Lößbedeckung und wird deshalb, bedingt durch die nahen Absatzgebiete, durch intensiven Gemüseanbau genutzt, oft ist hier sogar Mischkultur mit Obstbau zu finden.
Von großer wirtschaftlicher Bedeutung für die Region sind die mächtigen Braunkohlelager, die in den drei ausgedehnten Tagebauen Garzweiler, Hambach und Inden abgebaut werden. Die Braunkohle wird zur Stromerzeugung in mehreren großen Braunkohlekraftwerken verwendet: Kraftwerk Niederaußem, Kraftwerk Neurath, Weisweiler und Goldenberg. Die eigentliche Braunkohlenville ist mittlerweile ausgekohlt aber durch die bleibende Industrie des Rheinischen Braunkohlereviers und die rekultivierten künstlichen Landschaften geprägt.